# رفتار هنجاری
رفتار هنجاری (به انگلیسی: Normality) رفتاری است که می‌تواند برای یک فرد طبیعی قلم داد شود (نرمال درون فردی) که آن را سازگار با اکثریت کنش‌های معمول آن شخص می‌کند. از رفتار هنجاری برای توصیف رفتارهای فرد که مطابق با کنش‌های رایج جامعه (که به عنوان هم‌نوایی نیز شناخته می‌شود) است نیز استفاده می‌شود. تعاریف عادی بودن در افراد به نسبت زمان، مکان و شرایط متفاوت است و با تغییر معیارها و هنجارهای اجتماعی تغییر می‌کند. رفتار طبیعی معمولاً نقطه مقابل نابهنجاری شناخته می‌شود. در ساده‌ترین شکل، عادی بودن به عنوان رفتاری خوب قلمداد می‌شود در حالی که نابهنجاری بد انگاشته می‌شود. این که شخصی تحت عنوان عادی یا غیرعادی شناسایی شود، می‌تواند پیامدهای اجتماعی خاصی را برایش به ارمغان آورد، از جمله اینکه دچار محرومیت اجتماعی شده یا دچار بدنامی اجتماعی گردد.

## تعاریف
هنجاری بودن به لحاظ عملکردی و تمایزات توسط تعداد زیادی از رشته‌ها توصیف شده‌است، بنابراین تعریفی واحد برای آن وجود ندارد.

### دورکیم
اومیل دورکیم ، جامعه‌شناس فرانسوی در قوانین خود از روش جامعه‌شناسی اظهار داشت که برای متمایز کردن نرمال بودن از آسیب‌شناسی یا ناهنجاری لازم است تا پارامترهایی ارائه شود. وی اظهار داشت که رفتارها یا «حقایق اجتماعی» که در بیشتر موارد وجود دارد طبیعی است و استثنائات آن رفتار نشانگر آسیب‌شناسی است.

### تأثیر هنجارهای اجتماعی
رفتارهای فرد با چیزی که آنها از انتظارات جامعه درک می‌کنند و هنجارهای همسالانشان شکل می‌گیرد. افراد متناسب بودن اقدامات خود را با فاصله گرفتن از این هنجارهای اجتماعی می‌سنجند. با این حال، آنچه به عنوان هنجار درک می‌شود ممکن است جزو رایج‌ترین رفتار محسوب گردد یا اینطور نباشد. در برخی موارد از جهل کثرت گرایانه، اکثر مردم به اشتباه معتقدند هنجار اجتماعی یک چیز است، اما در واقع تعداد بسیار کمی از افراد این نظر را دارند.

## نوشتارهای وابسته
- نابهنجاری
- تغییر نگرش
- کج‌رفتاری
- هنجارها